# Купратий Володимир Іванович
Володимир Іванович Купратий (нар. 1 червня 1938, село Ружичанка, тепер Хмельницького району Хмельницької області) — український радянський партійний діяч, 1-й секретар Хмельницького обкому КПУ. Член ЦК КПУ в 1990—1991 р. Кандидат економічних наук. 

## Біографія
Народився в родині селянина. У 1955—1960 роках — студент Львівського сільськогосподарського інституту.
Трудову діяльність розпочав у 1960 році інженером-землевпорядником Хмельницького обласного управління сільського господарства, працював начальником землевпорядного загону, головним інженером відділу по захисту ґрунтів і землекористування.
Член КПРС з 1962 року.
До 1964 року — 1-й секретар Славутського районного комітету ЛКСМУ; 2-й секретар Хмельницького обласного комітету ЛКСМУ.
У 1964—1969 роках — інструктор сільськогосподарського відділу Хмельницького обласного комітету КПУ.
У 1969—1972 роках — аспірант Академії суспільних наук при ЦК КПРС у Москві, захистив кандидатську дисертацію.
У 1972—1975 роках — 1-й секретар Ярмолинецького районного комітету КПУ Хмельницької області.
12 серпня 1975 — 28 вересня 1978 року — завідувач відділу організаційно-партійної роботи Хмельницького обласного комітету КПУ.
28 вересня 1978 — 6 лютого 1988 року — секретар Хмельницького обласного комітету КПУ. У 1980—1981 роках — радянський радник в Демократичній Республіці Афганістані, учасник бойових дій.
6 лютого 1988 — 27 травня 1990 року — 2-й секретар Хмельницького обласного комітету КПУ.
27 травня 1990 — серпень 1991 року — 1-й секретар Хмельницького обласного комітету КПУ.
З 1991 року займався приватним бізнесом, працював у житлово-експлуатаційному управління, був заступником ректора Хмельницького юридичного коледжу. Потім — на пенсії у місті Хмельницькому.
Працював помічником народного депутата України IV-го скликання від КПУ Володимира Новака.  Голова Хмельницької обласної Ради ветеранів.

## Нагороди
- орден Червоної Зірки
- ордени
- медалі